# Thomas Jöbstl
Thomas Wolfgang Jöbstl, né le 22 septembre 1995, est un coureur autrichien du combiné nordique. 

## Carrière
Il a été sélectionné pour les Championnats du monde junior de ski nordique de 2013 à Liberec, en République tchèque, lors desquels il a participé au relais. Avec Franz-Josef Rehrl, Paul Gerstgraser et Philipp Orter, il a remporté la médaille d'argent derrière l'Allemagne et devant le Japon. 
Le 9 février 2014, il a remporté sa première victoire, à Kranj, lors d'une course comptant pour la Coupe OPA. Un mois plus tard, le 8 mars 2014, c'est à Chaux-Neuve qu'il connaissait son  deuxième succès. Enfin, un an après sa première victoire, il a gagné de nouveau à Kranj en février 2015. Lors des Championnats du monde junior de ski nordique 2015 à Almaty, au Kazakhstan, il a de nouveau été aligné au départ de la compétition par équipes ; avec succès : avec Bernhard Flaschberger, Noa Ian Mraz et Paul Gerstgraser, il a été couronné champion du monde junior devant les équipes d'Allemagne et de Norvège. 
Le 14 janvier 2018, après avoir terminé neuvième du concours de saut, il remporte à Ruka sa première victoire en Coupe continentale devant son compatriote Martin Fritz et le Norvégien Harald Johnas Riiber. Dans cette même compétition, lors de l'épreuve de Rena, il termine 13e du concours de saut, puis remporte sa deuxième victoire en Coupe continentale devant son compatriote Bernhard Flaschberger et le Norvégien Jens Lurås Oftebro. À l'issue de cet hiver, il remporte le classement général de cette coupe.
Il fait ses débuts en Coupe du monde le 26 janvier 2018 lors des Nordic Combined Triple à Seefeld, et commence par une disqualification pour combinaison de saut non conforme. Lors de l'épreuve de Coupe du monde de Hakuba, le 3 février 2018, il termine sa première course de cette catégorie d'épreuves à la 33e place, ce qui ne lui permet pas d'accumuler de points comptant pour le classement général de la Coupe. Ce sera le cas le lendemain : il récolte ses cinq premiers points en Coupe du monde après une 32e place en saut et une course de fond qu'il termine à la 26e place. En 2019, il passe la barre du top vingt à deux reprises : à Klingenthal, puis Lahti, où il est notamment 17e.
Pour la saison 2019-2020, Jöstbl est sélectionné dans la Coupe du monde, terminant dans le top dix à Kuusamo (huitième).
En mars 2022, il prend sa retraite sportive.

## Résultats

### Coupe du monde
- Meilleur classement général : 17e en 2020.
- Meilleur résultat individuel : 8e.

#### Différents classements en Coupe du monde
| Année     | Classement général final |
| 2017-2018 | 70e                      |
| 2018-2019 | 48e                      |
| 2019-2020 | 17e                      |
| 2020-2021 | 24e                      |
| 2021-2022 | 35e                      |

### Coupe continentale
Il remporte le classement général en 2018.

#### Victoires en Coupe continentale
| Date            | Lieu          | épreuve    |
| --------------- | ------------- | ---------- |
| 14 janvier 2018 | Ruka          | Gundersen  |
| 20 janvier 2018 | Rena          | Gundersen  |
| 9 mars 2019     | Nijni Taguil  | Mass start |
| 10 mars 2019    | Nizhnyi Tagil | Gundersen  |

### Championnats du monde junior
- Médaille d'or de l'épreuve par équipes en 2015.
- Médaille d'argent de l'épreuve par équipes en 2015.